# Embaixada do Brasil em Adis Abeba
A Embaixada do Brasil em Adis Abeba é a missão diplomática brasileira na Etiópia. A missão diplomática se encontra no endereço Bole Sub-City, Kebele 02, House Nr. 2830, Adis Abeba, Etiópia.

## Histórico
Em maio de 1951, foi criada a Legação do Brasil junto ao Império da Etiópia, com sede no Cairo. Em julho de 1956, a cumulatividade passou a ser exercida pela Embaixada do Brasil em Beirute. Em 1961, a representação foi elevada à categoria de Embaixada, passando a ter sede em Adis Abeba. Após seu fechamento, em 1970, restabeleceu-se o sistema de cumulatividade, uma vez mais com a Embaixada no Cairo. A Embaixada foi recriada por decreto publicado em setembro de 2004 e reiniciou as atividades na capital etíope em fevereiro de 2005.
Em 2010, substituiu a Embaixada do Brasil em Nairóbi na função de representar cumulativamente o Brasil junto à República do Djibouti. Em 2013, passou a também representar cumulativamente o Brasil junto à República do Sudão do Sul.
Em 2021 foram celebrados os 70 anos do estabelecimento de relações diplomáticas entre o Brasil e a Etiópia. Para marcar a efeméride, no ano em questão, foram mantidas conversações entre ambos os governos no âmbito da segunda reunião de consultas políticas entre o Brasil e a Etiópia (maio) e inaugurado o espaço cultural "Brasil in Addis" (nas dependências da residência oficial da embaixada do Brasil), no dia 16 de dezembro. O espaço em questão comporta sala para exposições e teatro com acomodações para até 70 pessoas.

## Atividades
Além de representar o Brasil junto aos Governos da Etiópia, do Djibouti e do Sudão do Sul, a Embaixada acompanha as atividades de organismos internacionais sediados em Adis Abeba, entre os quais a União Africana e a Comissão Econômica das Nações Unidas para a África.
O setor consular da Embaixada emite documentos como passaportes e vistos, além de prestar atendimento consular a cidadãos brasileiros em sua área de jurisdição. Outros serviços prestados pela Embaixada são o apoio às exportações e à internacionalização de empresas brasileiras e a promoção cultural.